# David Liebman
Cet article possède un paronyme, voir Liebmann.
David « Dave » Liebman (né le 4 septembre 1946 à Brooklyn, dans l'État de New York) est un saxophoniste et compositeur américain de jazz. Il a enregistré, sous son nom ou en tant qu'accompagnateur, près de 300 disques, aux côtés notamment d'Elvin Jones, Michael Brecker et Miles Davis.

## Biographie

### Jeunesse
David Liebman naît le 4 septembre 1946 à New York, dans une famille juive ashkénaze. Ses parents sont enseignants. Il est atteint très jeune de poliomyélite, qui le laissera légèrement handicapé. Suivant l'exemple de sa mère et de son frère, le jeune garçon reçoit ses premières leçons de musique à l'âge de neuf ans. Sur les conseils de ses parents, il choisit le piano. Amateur de musique classique, il découvre à la radio le rock 'n' roll naissant, qui devient une sa passion. Inspiré par des musiciens tels que Jerry Lee Lewis ou Elvis Presley, il adopte alors le saxophone.
Poursuivant son apprentissage dans un atelier, le jeune Liebman découvre l'improvisation et le jazz, qui le fascine au point qu'il crée dès 14 ans son premier groupe, nommé l'Impromptu Quartet, qui joue dans les bars d'hôtels new-yorkais. Ces concerts ne le passionnent guère et il songe à abandonner le métier de musicien. En 1960 il découvre également John Coltrane lors d'un concert, qui aura sur lui comme sur les saxophonistes de sa génération, une profonde influence,.
Introduit dans le monde du jazz professionnel par le batteur Bob Moses, Liebman joue avec quelques personnalités de passage, dont Roland Kirk en 1962. Parallèlement, il poursuit son apprentissage musical au Queen's College, aux côtés de musiciens comme Mike Garson, Larry Coryell, Lenny White et Randy Brecker. Il fréquente ensuite des professeurs de renom : Lennie Tristano en 1963 puis Joe Allard et Charles Llyod l'année suivante.

### Carrière

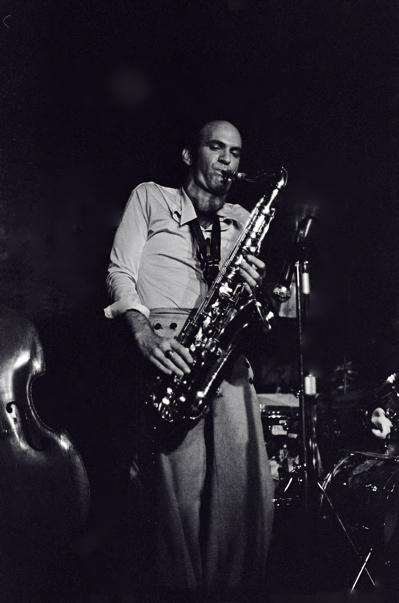
Dave Liebman à New York, autour de 1975.

En 1968, Liebman est un musicien professionnel : il vit de l'enseignement et a notamment tourné en Angleterre et en Suède, où il a enregistré pour la première fois en 1967. Installé à Manhattan, il travaille notamment avec Chick Corea, Steve Grossman et Pete La Roca, avec un style inspiré de John Coltrane.
Dès lors, les engagements s'enchaînent : le groupe de jazz-rock Ten Wheel Drive en 1970, au sein duquel Liebman expérimente la flûte et les saxophones baryton et soprano, puis avec Elvin Jones en 1971 et Miles Davis l'année suivante, qui l'invite à jouer sur l'album On the Corner puis l'intègre à son groupe permanent. Cette collaboration avec Davis donne à Liebman un statut particulier parmi les musiciens de jazz, qui lui permet de se consacrer à ses propres projets. Il travaille notamment sur la fusion jazz classique avec le pianiste Richard Beirach et le groupe Lookout Farm, puis forme avec le saxophoniste Pee Wee Ellis, membre de l'orchestre de James Brown, le Ellis-Liebman Band. De 1978 à 1981, il joue avec un quintette qui a notamment permis au public de découvrir John Scofield et il enregistre les albums Doin' It Again et If They Only Knew avant de créer, toujours avec Beirach, le groupe Quest (en).
En 1980, Liebman choisit de jouer presque exclusivement du saxophone soprano, instrument relativement peu employé dans le Jazz en dehors notamment de Sidney Bechet, Steve Lacy, John Coltrane et Wayne Shorter. Se produisant très régulièrement en concert ainsi qu'en masterclass, Liebman multiplie dans les années qui suivent les collaborations, notamment avec de jeunes musiciens. En 1986, il rencontre le saxophoniste français Jean-Jacques Quesada avec lequel il se lie d’amitié.
En 1991, il forme le Dave Liebman Group, très inspiré par la période « électrique » de Miles Davis. De passage à Paris en 1996, il se produit en trio avec Jean-Paul Celea et Wolfgang Reisinger. La fin des années 1990 voit Liebman renouer avec le saxophone tenor, ainsi que d'autres instruments tels que la flûte, le piano et la batterie. Il crée en 1998 le Saxophone Summit avec Joe Lovano et Michael Brecker, puis Ravi Coltrane.
En 2005, Dave Liebman reforme le groupe Quest, puis à la fin des années 2000 interprète sur scène plusieurs albums de Miles Davis : Porgy and Bess, Sketches of Spain et Miles Ahead. Toujours très actif sur scène et sur disque, Dave Liebman se produit notamment régulièrement depuis 2006 au club 55 Bar à New York, en compagnie du guitariste Scott Dubois.
En 2011, Liebman reforme le groupe Jazz Vision Trio avec le pianiste Jean-Marie Machado et les visuels numériques de l'artiste Barbara Januszkiewicz.

## Discographie

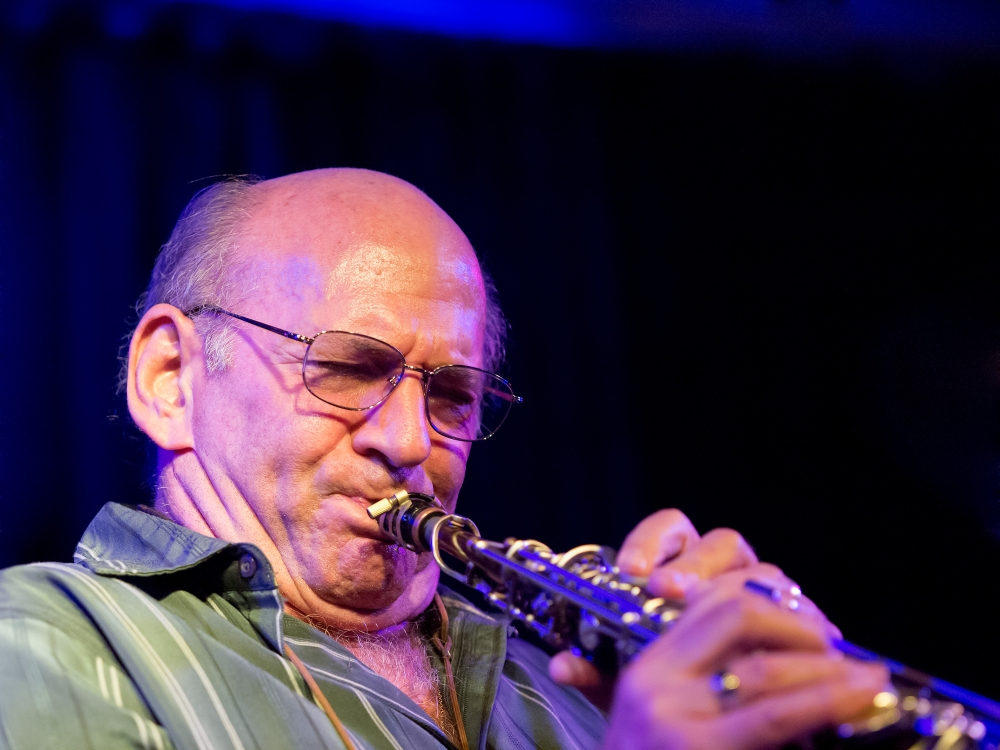
Dave Liebman en concert à Munich en 2012.

La discographie de David Liebman est très abondante, avec plus de 180 albums en leader ou co-leader, et plus de 250 en tant que sideman.
Il reçoit un Coup de cœur Jazz et Blues en 2020 de l'Académie Charles-Cros pour Masters in Paris avec Martial Solal, proclamé le 5 février 2021, dans l’émission Open Jazz d’Alex Dutilh sur France Musique.